# Põdrala (község)
Põdrala község község, észt nyelven: Põdrala vald) Valgamaa megye északi részén. A községet Aivar Uibu polgármester vezeti. A község lakossága 2017. január elsején 737 fő volt, amely 127,2 km²-es területét tekintve 5,8 fő/km² népsűrűséget jelent.

## Közigazgatási beosztás

### Falvak
Põdrala község területéhez 14 falu tartozik, zárójelben a népességükkel: Riidaja (214), Leebiku (109), Pikasilla (92), Reti (61), Lõve (65), Pori (57), Kungi (41), Rulli (40), Voorbahi (35), Uralaane (38), Vanamõisa (31), Liva (19), Kaubi (7), Karu (7).

## Fordítás
Ez a szócikk részben vagy egészben  a   Põdrala vald című észt Wikipédia-szócikk ezen változatának fordításán alapul.  Az eredeti cikk szerkesztőit annak laptörténete sorolja fel. Ez a jelzés csupán a megfogalmazás eredetét és a szerzői jogokat jelzi, nem szolgál a cikkben szereplő információk forrásmegjelöléseként.